# أنفار غافوروف
انفار غافوروف (14 مايو 1982 بسمرقند في أوزبكستان - ) هو لاعب كرة قدم أوزبكستاني في مركز الدفاع. شارك مع منتخب أوزبكستان لكرة القدم. أما مع النوادي، فقد لعب مع نادي باختاكور طشقند ونادي بونيودكور ونافباخور نامانجان ونادي سوغديانا جيزك وFC Mash'al ‏ ودينامو سمرقند.

## وصلات خارجية
- انفار غافوروف على موقع الاتحاد الدولي (مؤرشف)  (الإنجليزية)
- انفار غافوروف على موقع قاعدة بيانات كرة القدم.إي يو (الإنجليزية)
- انفار غافوروف على موقع ناشيونال فوتبول تيمز (الإنجليزية)
- انفار غافوروف على موقع Soccerway.com (الإنجليزية)
- انفار غافوروف على موقع عالم كرة القدم.نت (الإنجليزية)